# Trina Michaels
Pour les articles homonymes, voir Trina.
Trina Michaels, née le 13 janvier 1983 à San Francisco, est une catcheuse et actrice pornographique américaine.

## Biographie
Jeune elle voulait devenir gymnaste, puis professeur et, au lycée, garde-côte.
Elle dit : « My parents [wanted] me to become anything I wanted to be. They didn't care. I don't think they expected this. » (« Mes parents m'ont toujours laissée faire ce que je veux dans ma vie. Je ne pense pas qu'ils s'attendaient à ça. »).
Avant de commencer sa carrière dans le milieu pornographique, elle travaillé au bureau des plaintes d'une compagnie d'assurance automobile.
Elle débute ses premières scènes X en mai 2004 ; depuis, elle a fait plus de 400 films.

### Catcheuse
Elle envisage d'arrêter le X pour se consacre au monde du catch. Elle s'entraina pendant trois ans dans ce but avant d'intégrer la Women's Extreme Wrestling.
Trina Michaels a notamment catché à la Xtreme Pro Wrestling et Naked Women's Wrestling League.

## Nominations
- 2006 : AVN – Best New Starlet
- 2006 : AVN Award – Best Threeway Sex Scene pour Sex Fiends 2 (avec Steve Holmes et John Strong)
- 2007 : AVN Award – Best Anal Sex Scene in a Film pour FUCK (avec Sean Michaels et Mr. Marcus)
- 2007 : AVN Award – Best Group Sex Scene in a Film pour FUCK (avec Sean Michaels et Mr. Marcus)
- 2008 : F.A.M.E. Award finaliste – Most Underrated Star

## Filmographie sélective
- Dick Hunters, (2007)
- Shane's World: Nerdz, (2005)
- Sierra Sinn Has A Negro Problem 5, (2005)
- Silverback Attack 1, (2005)
- Sloppy Ho's, (2005)
- Slumber Party 20, (2005)
- Tarot, (2005)
- Taste Her Ass 2, (2005)
- Taste Her O-Ring, (2005)
- Tearing It Up 1, (2005)
- Un-natural Sex 13, 14, (2005)
- Pussyman's Spectacular Butt Babes 7, (2005)
- Gangland 50, (2004)
- Super Whores 3, (2004)
- Twat Squad, (2004)
- Welcome To The Valley 4, (2004)
- White Chicks Gettin' Black Balled 6, (2004)
- Xvizion 1, (2004)
- XXX Platinum Blondes 3, (2004)
- Playing With Trina Michaels 1 & 2 (2005)
- The Violation of Trina Michaels (2007)